# Jean Clarens
Pour les articles homonymes, voir Clarens.
Jean Clarens (né Jean-Jacques Denis Paul Télémaque Valant à Paris le 11 janvier 1890 où il est mort le 7 novembre 1967) est un acteur français.

## Filmographie
- 1933 : Lidoire de Maurice Tourneur
- 1934 : Le Bossu de René Sti
- 1936 : La Gondole aux chimères d'Augusto Genina
- 1937 : Aloha, le chant des îles de Léon Mathot
- 1938 : Mollenard
- 1945 : Blondine
- 1955 : Interdit de séjour
- 1955 : La Rue des bouches peintes de Robert Vernay
- 1958 : L'Eau vive
- 1958 : Madame et son auto  de Robert Vernay
- 1962 : Le crime ne paie pas de Gérard Oury

## Théâtre (incomplet)
- 1952 : Britannicus de Racine, Comédie-Française, mise en scène, décors et costumes de Jean Marais, rôle de Narcisse
- 1954 : La Machine infernale de Jean Cocteau, mise en scène de l'auteur, Théâtre des Bouffes-Parisiens, tournée Herbert